# 北陸鉄道モハ3700形電車
北陸鉄道モハ3700形電車（ほくりくてつどうモハ3700がたでんしゃ）は、かつて北陸鉄道（北鉄）に在籍していた電車。1927年（昭和2年）に新製された名古屋鉄道モ700形を譲り受けたものである。全4両が在籍し、石川総線で使用されていた。

## 概要
輸送力増強と老朽化した従来車の置き換えのため、各務原線の架線電圧1500V昇圧に伴い余剰となったモ700形707 - 710の4両を1964年（昭和39年）に購入し、モハ3701 - 3704として導入したものである。
改番対照
モ707 → モハ3701
モ710 → モハ3702
モ708 → モハ3703
モ709 → モハ3704

### 車体
入線に際しては名鉄新那加工場で以下の改造が施工された。
- 前後妻面に貫通扉および幌枠を新設し、同時に運転台を車体中央から左側へ移設
- 正面窓のHゴム固定化
- 乗務員扉を新設し、直後の客用扉の幅員を縮小[注釈 3]
- 側窓の二段窓（上段固定下段上昇式）化
- 前照灯のシールドビーム2灯化
- 室内灯の蛍光灯化

このように車体周りには大きく手を入れられているが、独特の深い屋根と側面見付から何となく種車の面影を感じられる仕上がりであった。また、シールドビームタイプの前照灯は北鉄においては初の装備であった。
しかし、本形式の最大の特徴はその運転台付近の設計にある。正面貫通路新設に際して従来車体中央に設置されていた運転台を移設する必要が生じたが、正面丸妻構造の本形式においては運転台左右の空間から直後の客用扉までの寸法的な余裕に乏しかった。そこで前後運転台直後の客用扉の幅員を車体中央側へ極端に縮小し、客用扉移設や台枠延長等といった大改造を施すことなく運転台移設スペースを捻出したのである。同時に運転台左右に乗務員扉を新設し、運転台右側にはHポールによる仕切りを設置した。このように、ともすれば強引とも取れる工夫を凝らして実用性と改造コスト低減を両立させた設計とされたものの、その代償として客用扉の有効幅が大幅に縮小されてしまったため、多客時の乗降に支障を来たすこともあったという。

### 主要機器
大きく手を入れられた車体とは対照的に、主要機器については名鉄時代の装備がそのまま使用されている。制御器はES152B型電動カム軸式自動加速制御器、主電動機はTDK516A型で、ともに東洋電機製造の黎明期に製造されたデッカー・システムの系譜に属するイングリッシュ・エレクトリック社のライセンス製品である。台車はボールドウィン型台車のデッドコピー製品である住友金属工業製のST43型弓形釣り合い梁式台車を装備し、こちらも名鉄時代からの装備品であった。
これら装備は性能・保守の両面において優れ、その後の石川線において本形式に搭載されているものと同型の制御器・主電動機を名鉄から購入して従来車の性能改善を行う契機となり、1970年代初頭には石川線所属車両はデッカー型制御器搭載車で統一されることとなった。

## その後の経緯
その後、モハ3702が1976年（昭和51年）頃に側窓上段および戸袋窓のHゴム固定化を施工された他は特に改造を受けることなく、他形式とともに石川総線全線で使用されていた。しかし1970年代後半に入り、車齢50年を超えた本形式は各部の老朽化が進行し、また小型車体ゆえの収容力の低さといった問題もあったことから、1978年（昭和53年）に本形式と同じく名鉄より譲り受けたモハ3740形（元名鉄モ900形）の入線に際して、モハ3701・3702がモハ3741・3742に主要機器を供出し廃車となった。
残るモハ3703・3704はその後も朝の3連運用を中心に使用されたが、1980年（昭和55年）の能美線廃止に伴う所要車両数減により余剰となり、同年より2両とも休車となった。現車は新西金沢構内に長期間留置され、荒廃した姿を晒していたが、1987年（昭和62年）4月28日付で廃車となって同年5月から6月にかけて解体され、本形式は形式消滅した。